# كرة القدم في دورة الألعاب الآسيوية 2006 – بطولة السيدات
أقيمت بطولة كرة القدم للسيدات في دورة الألعاب الآسيوية 2006 في الفترة من 30 نوفمبر إلى 13 ديسمبر 2006 في الدوحة والريان، قطر.

## النتائج
جميع الأوقات حسب توقيت شبه الجزيرة العربية (ت ع م+03:00)

### الدور التمهيدي

#### المجموعة أ
| م | الفريق  | لعب | ف | ت | خ | أ.له | أ.ع | أ.ف | نقاط |
| - | ------- | --- | - | - | - | ---- | --- | --- | ---- |
| 1 | اليابان | 3   | 3 | 0 | 0 | 18   | 0   | +18 | 9    |
| 2 | الصين   | 3   | 2 | 0 | 1 | 19   | 1   | +18 | 6    |
| 3 | تايلاند | 3   | 1 | 0 | 2 | 5    | 11  | −6  | 3    |
| 4 | الأردن  | 3   | 0 | 0 | 3 | 0    | 30  | −30 | 0    |

| اليابان | 13–0 | الأردن |
| --- | ---- | ------ |
| ياناغيتا 16'، 71' · مياما 20' · سودو 32' · أراكاوا 34' · ساكاغوتشي 49'، 54'، 65'، 77'، 81' · ساوا 78'، 90' · ساكاي 85' |      |        |

| الصين                                                                      | 7–0 | تايلاند |
| -------------------------------------------------------------------------- | --- | ------- |
| وانغ كون 3' · هان دوان 7'، 21'، 45' · يوان فان 41'، 53' · وانغ داندان ‏ 73' |     |         |

| تايلاند | 0–4 | اليابان                                           |
| ------- | --- | ------------------------------------------------- |
|         |     | ساكاغوتشي 42' · أونو 65' · أراكاوا 77' · أندو 90' |

| الأردن | 0–12 | الصين |
| ------ | ---- | --- |
|        |      | هان دوان 9'، 15'، 45+2'، 47' · رن ليبينغ ‏ 22'، 35' · وانغ كون 26'، 39' · الزوغير 28' (هـ.ذ.) · لي جيه 65' · ما شياوكسو 68'، 73' |

| الصين | 0–1 | اليابان       |
| ----- | --- | ------------- |
|       |     | إواشيميزو 27' |

| الأردن | 0–5 | تايلاند                                                    |
| ------ | --- | ---------------------------------------------------------- |
|        |     | داروت 27' · سوبابون 39' · تشيدتاوان 48' · سوكونيا 70'، 83' |

#### المجموعة ب
| م | الفريق         | لعب | ف | ت | خ | أ.له | أ.ع | أ.ف | نقاط |
| - | -------------- | --- | - | - | - | ---- | --- | --- | ---- |
| 1 | كوريا الشمالية | 3   | 3 | 0 | 0 | 13   | 1   | +12 | 9    |
| 2 | كوريا الجنوبية | 3   | 2 | 0 | 1 | 6    | 5   | +1  | 6    |
| 3 | تايبيه الصينية | 3   | 1 | 0 | 2 | 3    | 7   | −4  | 3    |
| 4 | فيتنام         | 3   | 0 | 0 | 3 | 2    | 11  | −9  | 0    |

| كوريا الجنوبية     | 2–0 | تايبيه الصينية |
| ------------------ | --- | -------------- |
| جي سو-يون 13'، 67' |     |                |

| كوريا الشمالية                                                              | 5–0 | فيتنام |
| --------------------------------------------------------------------------- | --- | ------ |
| كيل سون-هوي 5'، 45' · ري أون-غيونغ 17' · كيم كيونغ-هوا 22' · ري كوم-سوك 27' |     |        |

| فيتنام               | 1–3 | كوريا الجنوبية                                  |
| -------------------- | --- | ----------------------------------------------- |
| بوئي ثي تويت ماي 79' |     | كيم جين-هي 2' · بارك هي-يونغ 6' · كيم جو-هي 60' |

| تايبيه الصينية | 0–4 | كوريا الشمالية                                          |
| -------------- | --- | ------------------------------------------------------- |
|                |     | كيم كيونغ-هوا 6'، 53' · ري أون-سوك 49' · هو سون-هوي 55' |

| كوريا الشمالية                                             | 4–1 | كوريا الجنوبية   |
| ---------------------------------------------------------- | --- | ---------------- |
| ري كوم-سوك 10'، 17' · كيم كيونغ-هوا 12' · ري أون-غيونغ 70' |     | بارك هي-يونغ 25' |

| تايبيه الصينية                                    | 3–1 | فيتنام               |
| ------------------------------------------------- | --- | -------------------- |
| تساي لي-تشن 6'، 41' · لي شو-هوا 90+3' (ركلة جزاء) |     | بوئي ثي تويت ماي 19' |

### مرحلة خروج المغلوب
|  | نصف النهائي           | نصف النهائي         |                            |       | مباراة الميدالية الذهبية | مباراة الميدالية الذهبية |
|  |                       |                     |                            |       |                          |                          |
|  | 10 ديسمبر             |                     |                            |       |                          |                          |
|  |                       |                     |                            |       |                          |                          |
|  | اليابان               | 3                   |                            |       |                          |                          |
|  | اليابان               | 3                   | 13 ديسمبر                  |       |                          |                          |
|  | كوريا الجنوبية        | 1                   |                            |       |                          |                          |
|  | كوريا الجنوبية        | 1                   | اليابان                    | 0 (2) |                          |                          |
|  | 10 ديسمبر             |                     | اليابان                    | 0 (2) |                          |                          |
|  |                       | كوريا الشمالية (ج.) | 0 (4)                      |       |                          |                          |
|  | كوريا الشمالية (و.إ.) | كوريا الشمالية (ج.) | 0 (4)                      | 3     |                          |                          |
|  | كوريا الشمالية (و.إ.) |                     |                            | 3     |                          |                          |
|  | الصين                 | 1                   |                            |       |                          |                          |
|  | الصين                 | 1                   | مباراة الميدالية البرونزية |       |                          |                          |
|  |                       |                     |                            |       |                          |                          |
|  | 13 ديسمبر             |                     |                            |       |                          |                          |
|  |                       |                     |                            |       |                          |                          |
|  | كوريا الجنوبية        | 0                   |                            |       |                          |                          |
|  | كوريا الجنوبية        | 0                   |                            |       |                          |                          |
|  | الصين                 | 2                   |                            |       |                          |                          |

#### نصف النهائي
| اليابان                                      | 3–1 | كوريا الجنوبية   |
| -------------------------------------------- | --- | ---------------- |
| إيواشيميزو 47' · ياناغيتا 72' · ناغاساتو 82' |     | بارك هي-يونغ 89' |

| كوريا الشمالية                                      | 3–1 (ب.و.إ.) | الصين           |
| --------------------------------------------------- | ------------ | --------------- |
| كيل سون-هوي 21' · ري كوم-سوك 94' · ري أون-غيونغ 99' |              | وانغ داندان 10' |

#### مباراة الميدالية البرونزية
| كوريا الجنوبية | 0–2 | الصين             |
| -------------- | --- | ----------------- |
|                |     | وانغ كون 40'، 66' |

#### مباراة الميدالية الذهبية
| اليابان                          | 0–0 (ب.و.إ.) | كوريا الشمالية                                        |
| -------------------------------- | ------------ | ----------------------------------------------------- |
|                                  |              |                                                       |
| ركلات الترجيح                    |              |                                                       |
| ساوا · أندو · ناغاساتو · ناكاوكا | 2–4          | ري كوم-سوك · ري أون-غيونغ · هو سون-هوي · جونغ بوك-سيم |

## الهدافات
عدد الأهداف المُسجلة  142 هدفًا  في 26 مباراة، بمتوسط 5.46 هدفًا في المباراة الواحدة.
7 أهداف
- هان دوان (الصين)

6 أهداف
- ميزوهو ساكاغوتشي (اليابان)

5 أهداف
- وانغ كون (لاعبة كرة قدم) (الصين)

4 أهداف
- كيم كيونغ هوا (كوريا الشمالية)
- ري كوم سوك (كوريا الشمالية)

3 أهداف
- ميوكي ياناغيتا (اليابان)
- بارك هي-يونغ (لاعبة كرة قدم) (كوريا الجنوبية)
- كيل سون-هوي (كوريا الشمالية)
- ري أون-غيونغ (كوريا الشمالية)

هدفان
- ما شياوشو (الصين)
- رن ليبينغ (الصين)
- وانغ دان دان (الصين)
- يوان فان (الصين)
- إيريكو أراكاوا (اليابان)
- أزوسا إيواشيميزو (اليابان)
- هوماري ساوا (اليابان)
- جي سو يون (كوريا الجنوبية)
- Sukunya Peangthem (تايلاند)
- تساي لي-تشن (تايبيه الصينية)
- بوي ثي تويت ماي (فيتنام)

هدف
- لي جي (لاعبة كرة قدم) (الصين)
- كوزوي أندو (اليابان)
- أيا مياما (اليابان)
- يوكي ناغاساتو (اليابان)
- شنوبو أونو (اليابان)
- تومو كاتو (اليابان)
- أكيكو سودو (اليابان)
- كيم جين-هي (كوريا الجنوبية)
- كيم جو-هي (كوريا الجنوبية)
- هو صن-هوي (كوريا الشمالية)
- ري أون-سوك (كوريا الشمالية)
- ثاناتا تشا وونغ (تايلاند)
- داروت تشانغبلوك (تايلاند)
- سوبافورن غاويان (تايلاند)
- لي شيوه-هوا (تايبيه الصينية)

هدف ذاتي
- سهى الزغير (الأردن) (against CHN)

## الترتيب النهائي
| الترتيب | الفريق         | لعب | فاز | تعادل | خسر | له | عليه | فارق | نقاط |
| ------- | -------------- | --- | --- | ----- | --- | -- | ---- | ---- | ---- |
| الأول   | كوريا الشمالية | 5   | 4   | 1     | 0   | 16 | 2    | +14  | 13   |
| الثاني  | اليابان        | 5   | 4   | 1     | 0   | 21 | 1    | +20  | 13   |
| الثالث  | الصين          | 5   | 3   | 0     | 2   | 22 | 4    | +18  | 9    |
| 4       | كوريا الجنوبية | 5   | 2   | 0     | 3   | 7  | 10   | −3   | 6    |
| 5       | تايبيه الصينية | 3   | 1   | 0     | 2   | 3  | 7    | −4   | 3    |
| 6       | تايلاند        | 3   | 1   | 0     | 2   | 5  | 11   | −6   | 3    |
| 7       | فيتنام         | 3   | 0   | 0     | 3   | 2  | 11   | −9   | 0    |
| 8       | الأردن         | 3   | 0   | 0     | 3   | 0  | 30   | −30  | 0    |

## وصلات خارجية
- الجدول الرسمي لمباريات كرة القدم للرجال
- الجدول الرسمي لمباريات كرة القدم للسيدات[وصلة مكسورة]